# Central Asian Zonal Volleyball Association
Central Asian Zonal Volleyball Association (CAVA) är en av fem zonorganisationer inom Asian Volleyball Confederation (volleybollförbundet för Asien). 

## Medlemmar[1]
- Afghanistan (dam, herr)
- Bangladesh (dam, herr)
- Bhutan(dam, herr)
- Indien(dam, herr)
- Iran (dam, herr)
- Kazakstan (dam, herr)
- Kirgyizistan (dam, herr)
- Maldiverna (dam, herr)
- Nepal (dam, herr)
- Pakistan (dam, herr)
- Sri Lanka (dam, herr)
- Tajikistan (dam, herr)
- Turkmenistan (dam, herr)
- Uzbekistan (dam, herr)